# Mãe-de-taoca-cristada
Mãe-de-taoca-cristada (nome científico: Rhegmatorhina cristata) é uma espécie de ave pertencente à família dos tamnofilídeos. Pode ser encontrada na Colômbia e no Brasil. 
Seu nome popular em língua inglesa é "Chestnut-crested antbird".